# Células B foliculares
Las células B foliculares o células FO B, son un tipo de linfocito B que reside en los folículos linfoides primarios y secundarios (que contienen centros germinales) de los  órganos linfoides secundarios y terciarios, incluidos el bazo y los ganglios linfáticos. Se cree que las respuestas de anticuerpos contra proteínas implican vías de células B foliculares en órganos linfoides secundarios.

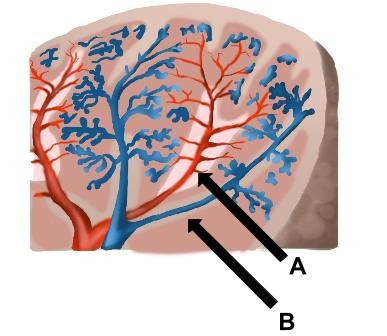
Pulpa blanca (flecha A), contiene los nódulos linfoides con células B foliculares en su interior.

Las células B maduras del bazo se pueden dividir en dos poblaciones principales:
1. células FO B, que constituyen la mayoría,
2. células B de la zona marginal (MZ B), que recubren el seno marginal y bordean la pulpa roja.[2]

## Características
Las células FO B expresan altos niveles de IgD y CD23; niveles más bajos de CD21 e IgM; y no CD1 o CD5, distinguiendo fácilmente este compartimento de las células B, B1 y las células B de la zona marginal. Las células FO B se organizan en los folículos primarios de las zonas de células B enfocadas alrededor de las células dendríticas foliculares en la pulpa blanca del bazo y las áreas corticales de los ganglios linfáticos periféricos. Las imágenes en vivo de los ganglios linfáticos, basadas en multifotón indican el movimiento continuo de las células FO B dentro de estas áreas foliculares a velocidades de ~6 µm por min. Estudios del 2006 indican movimiento a lo largo de los procesos de FDC como un sistema de guía para las células B en reposo maduras en los ganglios linfáticos periféricos. A diferencia de su contraparte célula B de zona marginal, las células FO B recirculan libremente, y comprenden> 95% de las células B en los ganglios linfáticos periféricos. 
El repertorio BCR del compartimento folicular de células B también aparece bajo presiones de selección positivas durante la maduración final en el bazo. Sin embargo, la diversidad es sustancialmente más amplia que los compartimentos de células B1 B y MZ B. Más importante aún, las células FO B requieren la ayuda de células TFH dependientes de CD40-CD40L para promover respuestas inmunes primarias efectivas y cambio de isotipo de anticuerpos y para establecer memoria de células B de alta afinidad.